# 市道105號
市道105號（八里－龜山），北起新北市八里區大崁腳，南至桃園市龜山區楓樹腳，全長22.716公里，是林口臺地聯絡八里與龜山市區的主要幹道。因應未來八里與林口之間車流量的成長，市道105號正展開拓寬與改道計畫，其中林口段已動工。
- 林口運動公園旁路段（林口區文化一路）
- 林口長庚紀念醫院前路段（龜山區復興一路）

## 行經行政區域
| 新北市 | 八里區 | 大崁腳     | 0.000  | 台15線          | 公路起點                            |
| 新北市 | 八里區 | 大竹圍     | －     | （地區道路）    |                                     |
| 新北市 | 八里區 | 埤仔頭     | －     | （地區道路）    |                                     |
| 新北市 | 八里區 | 八里市區   | －     | （地區道路）    |                                     |
| 新北市 | 八里區 | 訊塘埔     | －     | 台15線          | 與台15線共線起點                    |
| 新北市 | 八里區 | 八里交流道 | 3.500  | 台64線 · 台15線 | 台64線僅設西出東入 與台15線共線終點 |
| 新北市 | 八里區 | 內葉坑     | －     | 北51線          | 與北51線共線起點                    |
| 新北市 | 八里區 | －         |        |                 |                                     |
| 新北市 | 八里區 | 倒松       | －     | 北51線          | 與北51線共線終點                    |
| 新北市 | 林口區 | 大平嶺     | 8.699  | 北79線          | 北79線終點                          |
| 新北市 | 林口區 | 菁埔       | 8.699  | 北78線          | 北78線終點                          |
| 新北市 | 林口區 | 中湖       | －     | （地區道路）    |                                     |
| 新北市 | 林口區 | 中湖       | －     | 市道106號       | 0                                   |
| 新北市 | 林口區 | 頭湖       | －     | 市道106號       | 0                                   |
| 新北市 | 林口區 | 頭湖       | －     | （地區道路）    |                                     |
| 新北市 | 林口區 | 東湖       | －     | 市道108號       |                                     |
| 新北市 | 林口區 | 員堀       | －     | （地區道路）    |                                     |
| 新北市 | 林口區 | 林口交流道 | 14.510 | 國道一號        | 國道一號僅設南出北入                |
| 桃園市 | 龜山區 | 林口交流道 | 14.510 | 國道一號        | （同上）                            |
| 桃園市 | 龜山區 | 菜公堂     | －     | （地區道路）    |                                     |
| 桃園市 | 龜山區 | 大湖       | －     | （地區道路）    |                                     |
| 桃園市 | 龜山區 | 大湖       | －     | 桃11線          | 0                                   |
| 桃園市 | 龜山區 | 頂湖       | －     | 桃11線          | 0                                   |
| 桃園市 | 龜山區 | 頂湖       | －     | （地區道路）    |                                     |
| 桃園市 | 龜山區 | 下湖       | －     | （地區道路）    |                                     |
| 桃園市 | 龜山區 | 公華坑     | －     | （地區道路）    |                                     |
| 桃園市 | 龜山區 | 楓樹腳     | 22.716 | 台1線           | 公路終點                            |
| 共線   |        |            |        |                 |                                     |

## 沿線路名
- 中山路
- 商港路
- 中華路（八里區）
- 後湖路
- 中湖路
- 中華路（林口區）
- 文化一路
- 復興一路
- 忠義路

## 沿線設施與景點
- 新北市八里區大崁國民小學
- 新北市八里區公所
- 新北市八里區八里國民小學
- 八里交流道（台64線）
- 八里漢民祠
- 樂山園
- 新北市八里區長坑國民小學
- 林口高爾夫球場
- 新北市立佳林國民中學
- 國家檔案館
- 新北市立崇林國民中學
- 新北市林口區麗林國民小學
- 林口交流道（國道一號）
- 林口長庚紀念醫院
- 長庚醫院站（ 機場線）
- 桃園市龜山區大崗國民小學

## 拓寬計畫
市道105號八里至林口路段作為臺北港和林口新市鎮聯絡要道，未來新北國際AI+智慧園區（林口工一）廠商進駐將帶來更大車潮，然而道路蜿蜒狹窄影響車速和安全。新北市政府計畫興建「A3計畫道路」，從林口區文化北路向北延伸至原市道105號（後湖路），並往北拓寬至區界，八里路段（中華路三段）因應縱坡落差過大，將興建高架橋，其中兩處為環形高架。路段於2022年7月12日通過都市計劃變更，經費總計約新台幣68.37億元，其中林口段已於2024年1月動工、預計2026年1月完工。